# Kademangaran
Kademangaran is een bestuurslaag in het regentschap Tegal van de provincie Midden-Java, Indonesië. Kademangaran telt 6300 inwoners (volkstelling 2010).